# Rozchodnice růžová
Rozchodnice růžová (Rhodiola rosea) je nízká, kompaktní tučnolistá rostlina s mnoha drobnými květy, jediný druh rodu rozchodnice který v České republice vyrůstá. Je považována za léčivou bylinu s rozsáhlými účinky, její sběr v minulosti zapříčinil v ČR téměř její vyhubení a je nyní považována za kriticky ohroženou.

## Výskyt
Tento druh má cirkumpolární rozšíření, roste hlavně v arktické a subarktické oblasti po celé severní polokouli. V Asii zasahuje i do jižnějších oblastí, do Japonska, Koreje, Mongolska, Kazachstánu, Ruska a Číny, tam ale roste pouze ve vyšších nadmořských výškách. Obdobné je to ve střední i západní Evropě kde se vyskytuje ve vyšších polohách hlavně v Pyrenejích, Alpách a Karpatech. V Česku se velice vzácně objevuje v ledovcových kotlích v Krkonoších a Hrubém Jeseníku kde roste v subalpínském a spodní části alpínského stupně.
Roste na vysokohorských loukách, v okolí řek, v řídkých listnatých i smíšených lesích nebo v klečích, na vlhčích, nedokonale odvodněných skalnatých svazích zatravněných nebo pokrytých sutí či balvany neb ve škvírách skal s trvale prosakující vodou. Pro zdárný růst je důležitá vlhkost a propustnost půdy, obvykle se vyskytuje na bazickým kamenitých substrátech se svrchním horizontem do 20 cm vysokým. Roste i v tundře mezi mechovými rohožemi a také v blízkosti pobřeží. V místech s půdním substrátem bohatým na živiny se rostliny vyvíjejí mnohem rychleji, dorůstají větších rozměrů a mají svěžejší vybarvení.

## Popis
Vytrvalá dvoudomá bylina vytvářející trsy. Z hlízovitého, až několik cm tlustého a široce rozvětveného šedobéžového oddenku, jenž intenzivně voní po růžích (odtud druhové jméno rozchodnice růžová), vyrůstá skromná listová růžice a z ní roste vzpřímeně několik 10 až 35 cm vysokých, nevětvených, dužnatých a oblých lodyh. Hustě olistěné lodyhy jsou porostlé přisedlými, podlouhlými, obvejčitými až kopinatými, obvykle střídavě vyrůstajícími listy. Sivozelené, dužnaté, lysé a ploché čepele jsou dlouhé 2 až 7 cm a široké 1 až 3 cm, u báze klínovité a na vrcholu hrotité a v horní části po obvodě pilovité. S příchodem zimy listy usychají, obnovovací pupeny přežívají těsně nad terénem. Je to rostlina značně polymorfní, podle podmínek prostředí se mění výška lodyhy, tvar a velikost listů, počet květů i rozsah kořenového systému.
Jednopohlavné čtyřčetné květy vyrůstají v hustém koncovém mnohokvětém chocholíku složeném i ze 150 květů. Samčí květy mají zelené kopinaté kališní lístky a načervenalé nebo nazelenalé žluté, čárkovité 3 až 4 mm dlouhé korunní lístky s celistvým okrajem, v květu je dále osm tyčinek delších než korunní lístky a dva zakrslé pestíky a pod nimi čtyři medníky. Samičí květy mají obvykle jen kališní lístky a korunní bývají redukované nebo úplně chybějí, místo tyčinek mají čtyři pestíky a pod semeníkem žlázky s nektarem. Obvykle samčí květy dozrávají před samičími, opylovány bývají hmyzem; někdy se vyskytují rostliny s květy oboupohlavnými. Obvykle kvetou v červnu až srpnu. Ploidie druhu je 2n = 22.
Plody jsou vzpřímeně vyrůstající podlouhlé, nahoře zašpičatělé, načervenalé nebo nazelenalé měchýřky dlouhé 6 až 12 mm obsahující podlouhlá hnědá semena. Ta jsou dlouhá 1,3 a široká 0,6 mm a hmotnost tisíce semen je 0,32 gramů. Měchýřky se otvírají za deštivého počasí a semena bývají vodou ihned odplavená na vhodné místo k vyklíčení kde je předpoklad dostatku vlhkosti.

## Význam
Za léčivou část se považuje dužnatý oddenek, nať a i přídatné kořeny. Oddenek je na povrchu hladký a pod slupkou má citrónově žlutou vrstvu, na řezu je bělavý a chutná velice trpce. U statných víceletých rostlin může jeho hmotnost činit 2,5 až 3,5 kg, obvykle je ale menší než 0,4 kg.
Výše uvedené části rostlin obsahují vedle vysokých obsahů organických kyselin (např. kyseliny citrónové, vinné, jablečné, šťavelové, jantarové, fumarové, gallové a kávové), silic a tříslovin tři rozlišné skupiny látek. Do prvé patří flavonoidy, např. tricin a rhodionin. Ve druhé jsou sloučeniny odvozené z 2,6-oktadienu, např. rosiridol a rosiridin. Třetí skupinou tvoří heteroglykosidy s aglykonem cinnamylalkolem a 2-(4-hydroxyfenyl)ethanolem.
Svou účinnosti je srovnávána se ženšenem a v určitých případech je ještě vyšší. Je považována za tonikum zlepšující celkový fyzicky i psychicky zdravotní stav a dále zvyšuje sexuální vitalitu, přímo léčí nemocí jater, popáleniny, rakovinu, zlepšuje paměť a zvyšuje celkovou imunitu. Mladé listy a lodyhy jsou považovány za chutnou zeleninu.
Obyvatelstvo z míst, kde rozchodnice růžová tradičně roste, jeho léčivých účinků využívá po více než 400 let. Protože je v současnosti o tuto léčivku veliký zájem nejen u lidových léčitelů ale i u mnoha farmakologů, fyziologů a lékařů, je v klimaticky příhodných chladných místech pěstována uměle na plantážích, např. ve Finsku a Kanadě.

## Ohrožení
Sběr této tradiční léčivé rostliny vedl v Česku téměř k jejímu vyhubení. Nyní se vyskytuje jen velice vzácně a pouze na dvou lokalitách, v Hrubém Jeseníku a pak na nepůvodním stanovišti v Krkonoších kde byla uměle reintrodukována. Aby pro ní byla zajištěna co nejpřísnější ochrana byla v "Seznamu zvláště chráněných druhů rostlin" dle vyhlášky Ministerstva životního prostředí ČR č. 395/1992 Sb. ve znění vyhl. č. 175/2006 Sb. a stejně tak v "Červeném seznamu cévnatých rostlin České republiky" z roku 2012 zařazena do skupiny kriticky ohrožených druhů (§1, C1).

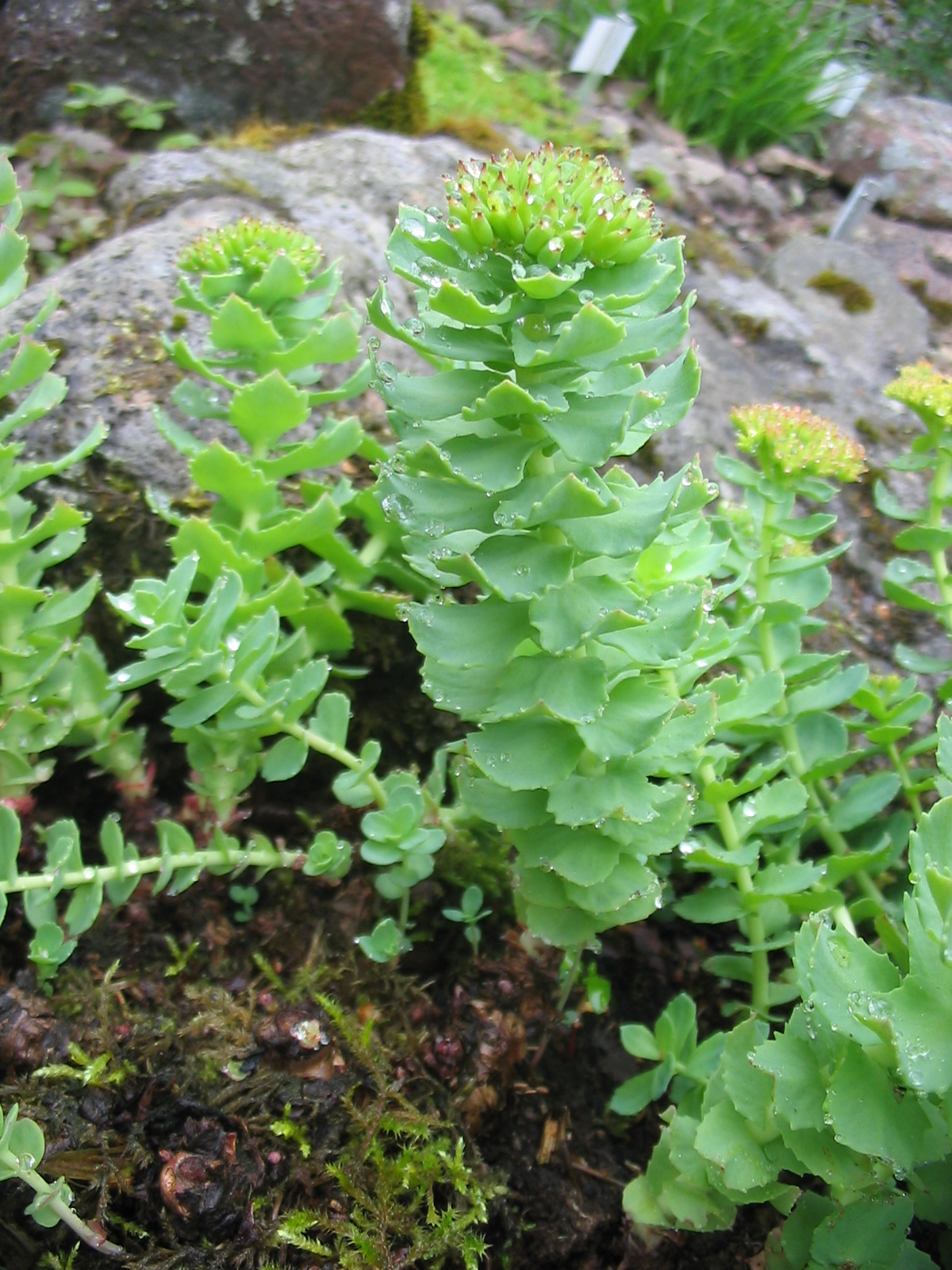
Mladá nevětvená rostlina
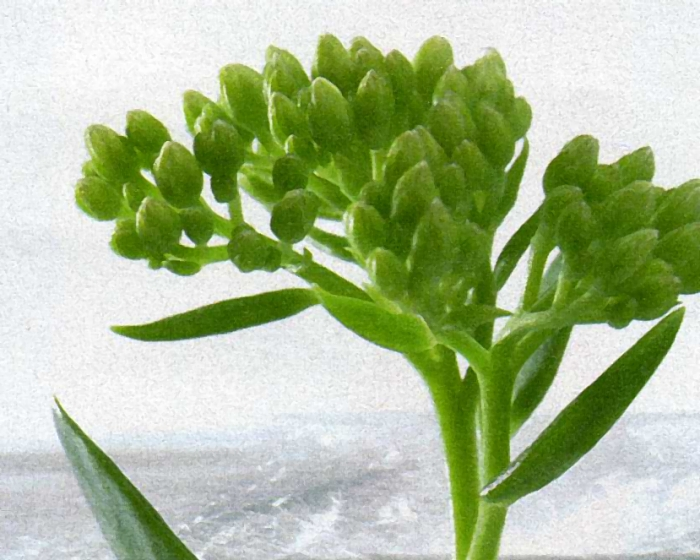
Neorozvité květenství
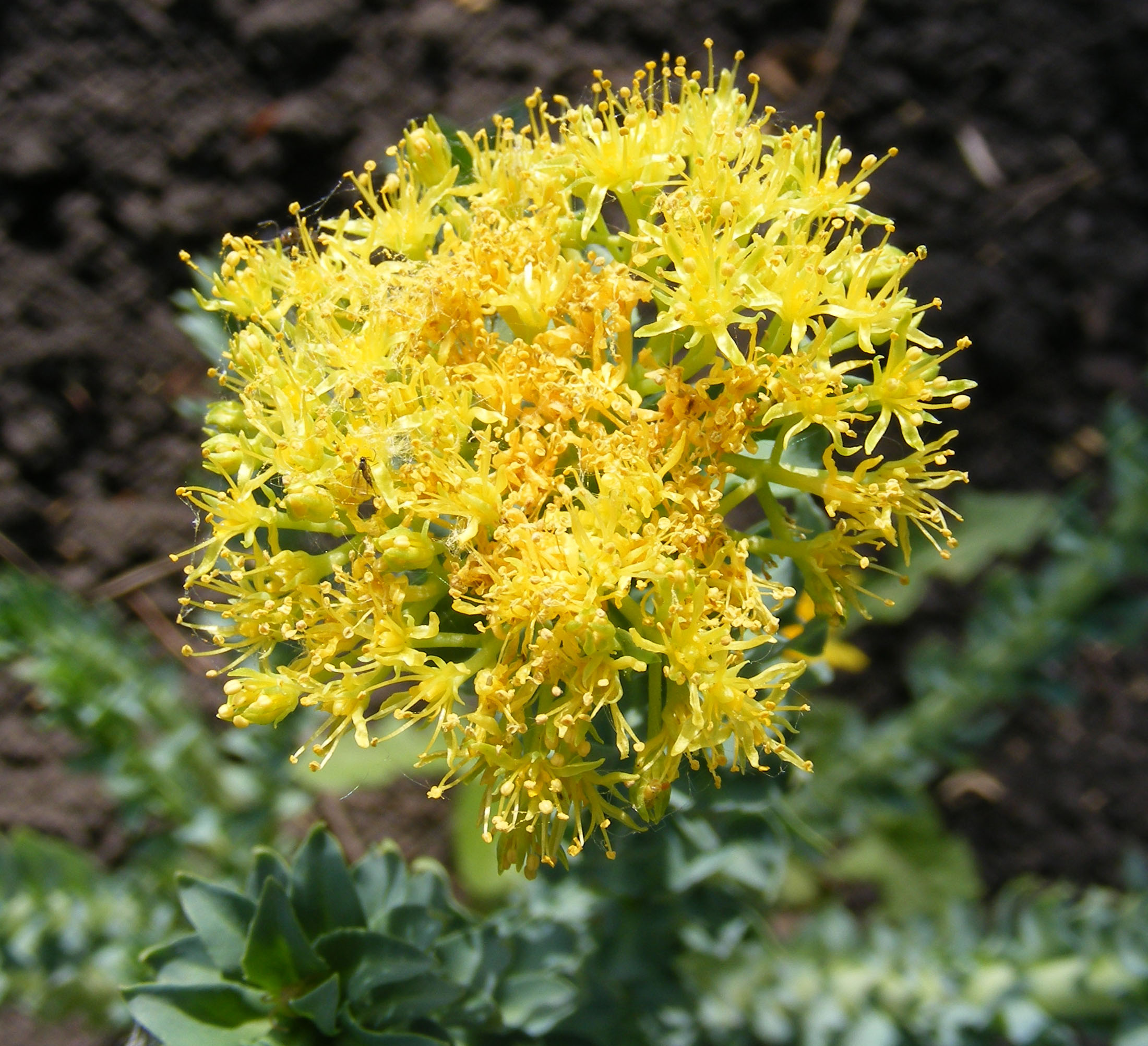
Rozvité květenství
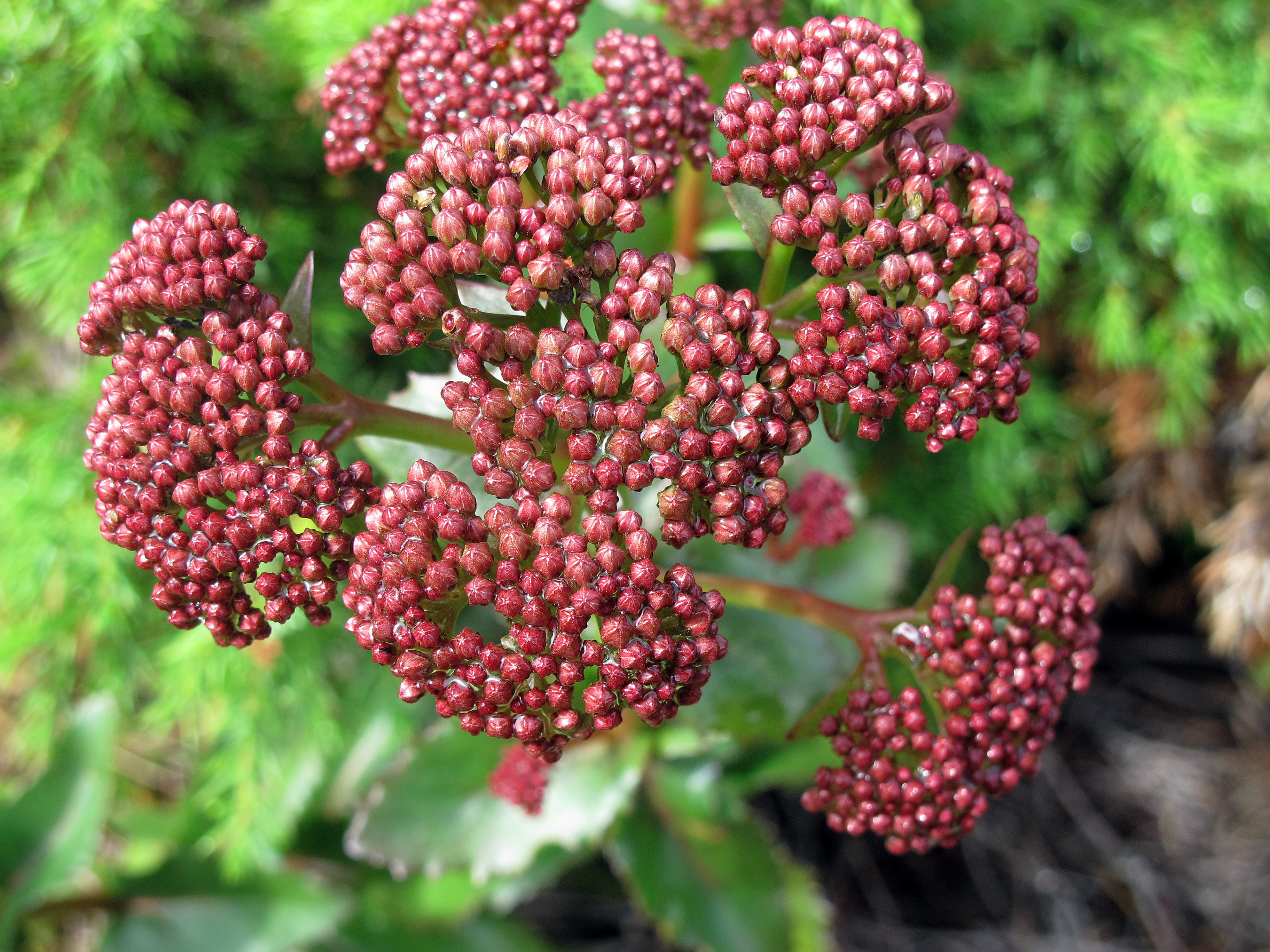
Zralé plody
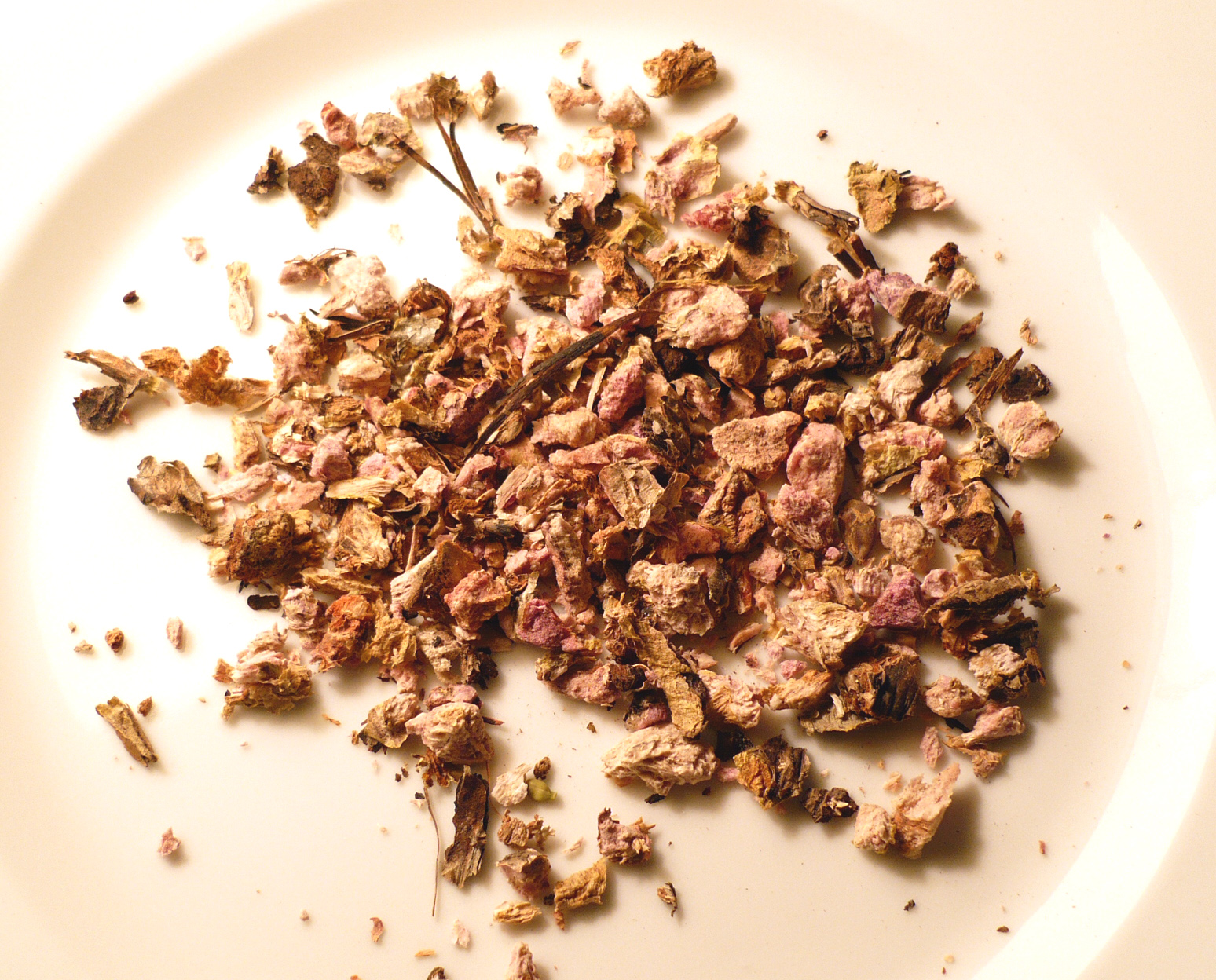
Sušený drcený kořen
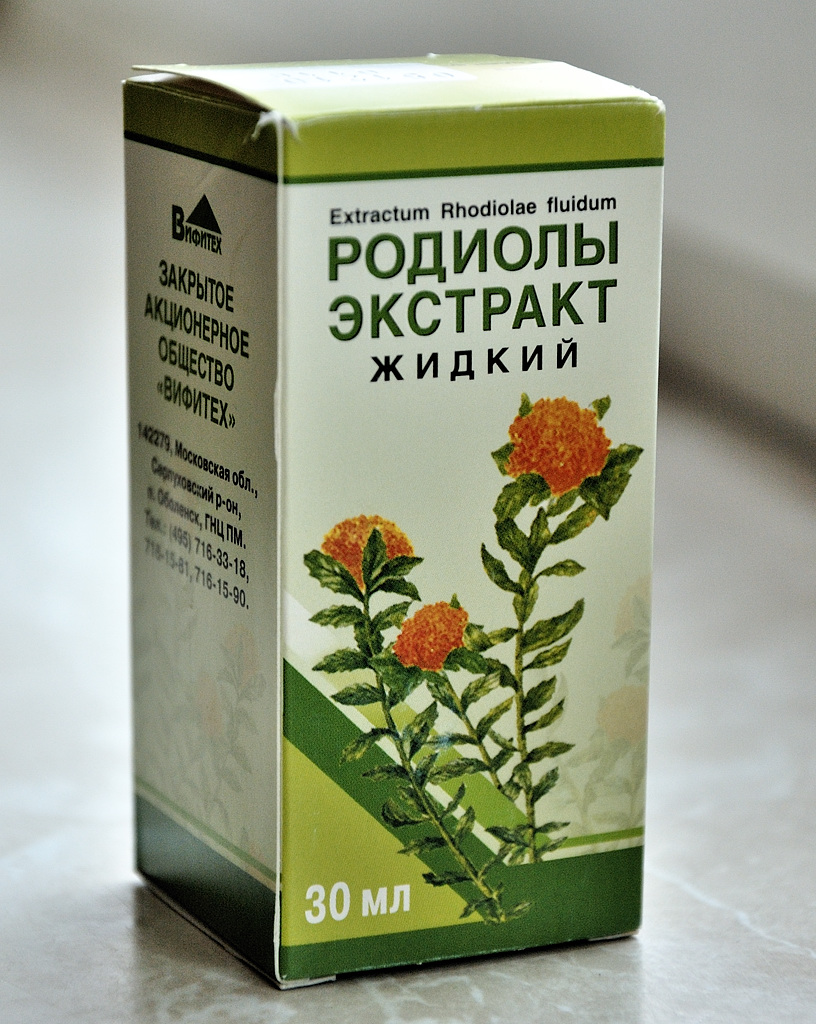
Lihový extrakt